# Concordaat van Worms

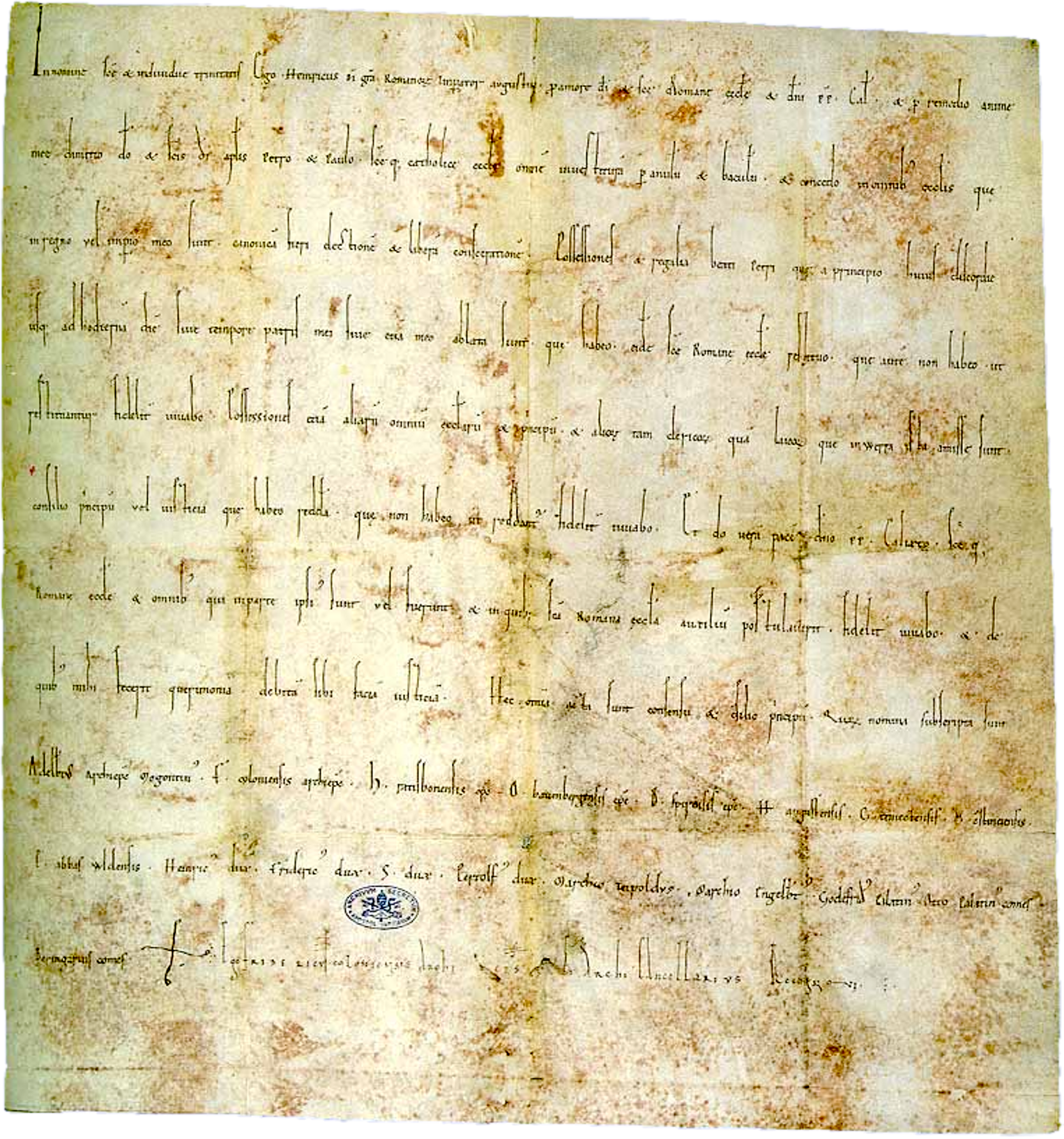
Oorkonde van het concordaat van Worms.

Het Concordaat van Worms was een concordaat dat op 23 september 1122 werd gesloten tussen paus Calixtus II en keizer Hendrik V, in een poging om een eind aan de Investituurstrijd te maken.

## Investituurstrijd
De Investituurstrijd ging over het benoemingsrecht van de hogere geestelijken (bisschoppen). Van de keizer konden bisschoppen voorheen wereldlijke taken toegewezen krijgen, bijvoorbeeld als landsheer, met het doel bepaalde rijksgebieden (rijksbisdommen) niet erfelijk binnen één geslacht te laten verankeren, dit in tegenstelling tot de adellijke landsheren welke domeinen in erf zouden overgaan.

## Compromis
Het concordaat draaide uit op een compromis. Nieuwe bisschoppen zouden voortaan van de kerk hun geestelijk gezag ontvangen. In de praktijk zou de lokale geestelijkheid echter de volgende eeuwen bisschoppen benoemen. Dat betekende dat de zogenaamde Rijkskerkenleer (het benoemen van bisschoppen door de wereldlijke macht) weliswaar tot een einde kwam maar dat zowel de paus als de keizer er op korte termijn relatief weinig mee zouden opschieten.